# Matopo nigrivittata
Matopo nigrivittata är en fjärilsart som beskrevs av George Francis Hampson 1902. Matopo nigrivittata ingår i släktet Matopo och familjen nattflyn. Inga underarter finns listade i Catalogue of Life.